# Burgabo
Burgabo (en somalí: Buur Gaabo) es una ciudad portuaria en la región de Jubbada Hoose, en el sur de Somalia, cerca de la frontera con Kenia. Otros nombres y variantes de la ciudad incluyen Berikau, Bircao, Birikao, Birikau, Bur Gabo, Bur Gao, Bur Gavo, Hohenzollernhafen, Port Dunford, Port Durnford  y Wubushi.
Burgabo se encuentra en la desembocadura del río Burgabo y está conectado por un camino de tierra a Kamboni, la ciudad más meridional de Somalia, a 55 km de distancia de la frontera con Kenia. Las conexiones con el interior escasamente poblado y hacia el norte consisten en caminos de difícil acceso. La capital del distrito, Badhaadhe, se encuentra a 43 km al noroeste. En la costa hay arrecifes y las islas Bajuni, que se extienden hacia el noreste hasta Kismayo.
En el extremo norte de la ciudad, hay extensos sitios de almacenamiento de carbón vegetal; el carbón se produce en el interior y se exporta desde Burgabo a la Península arábiga a través de dhows. Esta exportación está prohibida por el Consejo de Seguridad de las Naciones Unidas porque el grupo terrorista islámico Al-Shabaab se financia con dichos ingresos.
Burgabo tiene un clima de sabana tropical con una temperatura media anual de 27,2 °C. La estación seca es de enero a marzo, seguida de una estación lluviosa de abril a julio. Después de eso, las lluvias caen regularmente con un pequeño pico en octubre. El mes más húmedo es mayo, cuando hay alrededor de 130 mm, más de una cuarta parte del total anual. Las fluctuaciones anuales también pueden ser considerables.

## Historia

### Periodo grecorromano
Se cree que el área se corresponde con el antiguo emporio de Nikon, que se describe en el diario de viaje grecorromano del siglo I d. C. Periplo del mar Eritreo.
El sitio arqueológico (conocido por el nombre de Port Dunford a principios del siglo XX) contiene varias ruinas antiguas, incluidas varios pilares funerarios. Antes de su colapso, uno de los pilares de estas estructuras se encontraba a 11 metros de altura desde el suelo, lo que la convierte en la torre más alta de su tipo en la región.
Además, el área presenta un edificio cuadrado cubierto con una bóveda baja en forma de cúpula. Es una de las principales estructuras locales que permanece en pie.
En 1913, Haywood reportó haber encontrado en Port Dunford una gran colección de monedas antiguas, junto con un recipiente similar a un ánfora griega. Más tarde se deshizo de las piezas de ánfora, y también se dice que la embarcación fue aplastada durante una tormenta. En 1930, Hayward mostró las monedas a un funcionario del Museo Británico, H. Mattingly, 87 piezas en total, con fechas que van desde el siglo III a. C. hasta principios del siglo IV d. C. Entre las monedas se encontraban 17 cecas de cobre de las dinastías de Ptolomeo III a Ptolomeo V del Egipto ptolemaico, cinco piezas de origen incierto que datan de los siglos I al III a. C., seis piezas que habían sido acuñadas bajo la Roma imperial entre los reinados de Nerón y Antonino Pío, cuarenta y seis monedas que van desde los emperadores romanos Maximino II hasta Constante, seis cecas derivadas del sultanato mameluco de Egipto y siete piezas del eyalato otomano de Egipto.

### Comercio temprano
Basado en los hallazgos arqueológicos, Mortimer Wheeler sugirió que Port Dunford era probablemente una estación comercial, al menos, del período romano. En 1955, él y A. G. Mathew visitaron la zona, descubriendo porcelana, cerámica y restos de edificaciones que datan del siglo XVI en adelante.

### sigloXIX
Tras un acuerdo entre la Compañía Alemana del África Oriental y el Sultán Alí ibn Ismail de Kismayo a finales de 1886, se estableció una estación comercial alemana llamada Hohenzollernhafen  en la bahía de Wubushi (Burgabo). En ese momento, toda la parte sur de la costa somalí estaba nominalmente en manos del Sultanato de Zanzíbar, pero los alemanes sortearon ese problema al concluir un tratado de protección con Alí ibn Ismail, que era hostil a Zanzíbar.[cita requerida]
Después del Tratado de Heligoland-Zanzíbar de 1890, el área quedó bajo la soberanía británica y el puerto pasó a llamarse Port Durnford  (también Port Dunford o Wubushi).

### sigloXX
En 1905, el área se describió de la siguiente manera:
Al sur de Kismayu, la costa presenta una serie de pequeñas islas, pero ningún rasgo de importancia, excepto Port Durnford, un puerto de cierto tamaño y profundidad. Antiguamente fue una estación del Gobierno, por lo que en los viejos tiempos de la esclavitud se creía desaconsejable dejar un largo tramo de costa sin ningún oficial; pero ahora que se abolió la trata de esclavos, esta estación se cerró, aunque los edificios aún permanecen a cargo de unos pocos policías. Hay algunos habitantes, pero los matorrales y la arena comienzan inmediatamente alrededor del pueblo y dan una buena idea de la desolación del distrito.
Port Durnford formó parte del Protectorado de África Oriental (primera parte de la provincia de Tanalandia y más tarde Jubalandia) hasta que, junto con el resto de Jubalandia, fue cedido a los italianos en 1924 cuando pasó a conocerse como Bur Gavo. Primero parte de Trans-Juba, pasó a formar parte de la Somalilandia italiana en 1926 y, con la independencia en 1960, parte de Somalia.

### sigloXXI
A principios del siglo XXI, la ciudad contaba con poco menos de 4000 habitantes, similar a la población de principios del siglo XX (unos 3500 habitantes). En la guerra civil de Somalia, la ciudad fue un refugio para varios grupos islamistas, y la población se redujo a alrededor de 300 en 2011. Las Fuerzas de Defensa de Kenia expedicionarias y las Fuerzas Armadas delGobierno Federal de Somalia, apoyadas por artillería naval francesa y ataques aéreos estadounidenses, ocuparon la zona de Burgabo a finales de octubre de 2011 en la campaña contra los terroristas de Al-Shabaab.